# 世界謎学アカデミー ワンダー☆クエスト
『世界謎学アカデミー　ワンダー☆クエスト』は共同テレビ制作、フジテレビの深夜特番枠で2012年1月6日に放送された情報バラエティ番組。なお、関東圏のみの放送である。

## 概要
世界には科学で解明できない事がたくさんある。超科学、超自然現象など、さまざまな不思議に挑む不思議探求バラエティー番組。
2012年12月23日に人類の最後がやってくる。
その説がささやかれるきっかけとなったのは、天文学に長けていた古代マヤ民族。彼らが使っていた長期暦は、2012年12月23日に終わりを告げることとなる。
番組では、既に滅んでしまったマヤ文明と同族の関係性を持つ、ホピ族に着目。ホピ族の残した予言の的中と、2012年12月に迫る人類滅亡説を解き明かす。

## 出演
ビビる大木、ピエール瀧、中川翔子、noonboys(野沢祐樹、真田佑馬)
- ナレーター：松元真一郎（フジテレビアナウンサー）
- 音声吹替え：高畠俊、シュガー・ドラゴン

- 取材協力者：アズサ（コーディネーター）、マイク・ウェドル（古代文明研究者）、寺田幸功（埼玉大学）、ゲイリー・デイビッド（天文学者）、ローレンス・ナモキ（陶芸家）、道田豊（東京大学）

## 番組のスタイル
VTRは、「ワンダー」という宇宙人のようなキャラクターが冒険をするスタイルで進行する。ドラゴンクエスト（スクウェア・エニックス）風のコマンドが表示され、そこに「ワンダー」の台詞がゲームメッセージ感覚で流れる。
また、VTRの区切りには選択コマンドが登場し、スタジオにいるビビる大木などにその判断が委ねられる。もしミスジャッジをすればGAME OVERとなるが、その後再び本筋に戻る。

## スタッフ
- ナレーター：松元真一郎（フジテレビアナウンサー）、高畠俊、シュガー・ドラゴン
- 編成企画：加藤達也（フジテレビ）
- 構成：伊藤正宏、そーたに、川野将一、大野ケイスケ、吉田にょろり、原木綿子、若井優介、若林寛朗
- CAM：玉城悟、村木健児
- VE：金子英樹
- 音声：宮下貴志
- 照明：林広一、村岡春彦
- 技術協力：ロケット、沖縄映像センター
- 美術プロデュース：木村文洋
- 美術進行：横山勇
- アクリル装飾：鳥居明
- 装飾：高田修司
- マルチ：大高貢
- メイク：武部千里
- 美術協力：フジアール
- CG：ポイントピクチャーズ
- 編集：椿茂之
- EED：猪狩賢一、林迪晴
- MA：内田昭弘
- 音響：山口晃司
- 撮影協力：沖縄県立博物館・美術館、嘉手納町中央公民館民俗資料室、宜野湾市教育委員会文化課、読谷村立歴史民俗資料館
- 協力：ブレインマックス、NASA
- 衣装：MILK
- コーディネート：CosmoSpaceOfAmerica
- 広報：熊谷知子
- AP：譲原繁
- TK：山本悦子
- AD：杉澤智子、澤田和平、根来昭人
- 監修：月刊ムー
- ディレクター：吉田真人、山上寛人
- 演出：たぐちゆたか
- 企画・プロデューサー・総合演出：河田宣正
- 制作協力：共同テレビ
- 制作著作：フジテレビ